# Touo
Touo (též Baniata, Mbaniata nebo Lokuru) je jedním ze dvou domorodých jazyků ostrova Rendova na Šalomounových ostrovech. Tím druhým jazykem je ughele. Jazykem touo se mluví v jižní části, jazykem ughele se mluví v severní části. Tyto jazyky jsou ale kompletně nepříbuzné, jazyk ughele patří do velké rodiny austronéských jazyků, zatímco jazyk touo je součástí malé jazykové rodiny středních šalomounských jazyků, kam patří ještě další 3 jazyk Šalomounových ostrovů. Jazykem touo mluví okolo 1900 lidí.
Zajímavostí je, že jazyk touo má 4 gramatické rody: mužský, ženský, střední a druhý střední, který se používá pro označení některých druhů stromů. Jazyk má také 4 mluvnická čísla: jednotné a 3 množná.
Slovosled jazyka touo je SOV.
Na některých jazykových mapách je sousední ostrov Tetepare chybně vyznačen jako území, kde se mluví jazykem touo. Tento ostrov je ale dnes neobydlený, v 19. století se zde mluvilo jazykem tetepare.